# Cenei
Cenei (en hongrois : Csene, en allemand : Tschene) est une commune du județ de Timiș en Roumanie.